# Умгуза
Умгуза (англ. Umguza) — район на юго-западе Зимбабве, часть провинции Северный Матабелеленд. Площадь района примерно 8374,78 км².

## География
Умгуза граничит с районами Буби и Лупане на севере, Булилима и Чолочо на западе, Матобо и Умцингваме на юге. Также почти полностью окружает город Булавайо с севера, запада и востока, в долгосрочной перспективе размер района может уменьшиться за счёт расширения этого города.
Климат засушливый. В районе также находится лесной массив площадью 925,12 км, который охраняется Лесной комиссией.

## Управление
Район управляется сельским районным советом Умгузы, чей офис расположен в Булавайо ввиду того, что этот город является координационным центром и связан транспортной сетью. Основная деятельность совета — предоставление земли для различных целей.
Совет был создан в 70-х, когда он назывался сельским районным советом Булавайо-Эсигодини и районным советом Эсифезини. Нынешнее название было приобретено в 1993 году в результате слияния сельского совета Нямандлову и сельского совета Булавайо-Эсигодини. До 2015 года совет находился в ведении Министерства местного самоуправления, городского хозяйства, общественных работ и национального жилищного строительства.
Имеется один избирательный округ, он состоит из районов Нямандлову и Соумиллс, которые вместе делятся на 15 округ. Избирательный округ был создан из старого Буби-Умгузинского избирательного округа.

## Население
В 2012 году численность населения района составила 89 687 человек, среди них 42 596 женщин и 47 091 мужчин. Прогнозируемый ежегодный прирост на 2011 год равен 3 %. Район составляют около 19 215 домохозяйств.

## Экономика
Из-за засушливого климата основное занятие населения — животноводство. Район обеспечивает сырьё для производства цемента и кирпича, например, речной и карьерный песок.
В 2013 правительством Зимбабве была запущена программа, направленная на распространение производства табака и увеличение числа фермеров, выращивающих прибыльную культуру. Хотя в общем производство табака выросло, на юго-западе страны, в том числе и в районе Умгуза, производство оказалось трудным и неприбыльным для фермеров из-за дорогой транспортировки и засухи.

### Проблемы района
Основные проблемы района — нехватка воды и нелегальные поселения, в которых отсутствует подача воды или канализационная система. В возникновении последних обвиняются земельные бароны, которые делят между собой землю, не следуя установленным процедурам. По состоянию на начало 2018 года, в районе имеется 15 нелегальных поселений.

## Электрификация
Сингапурская компания AF Power Private Limited работает над инвестициями в солнечную электростанцию в районе Умгуза мощностью 200 МВт. Проект будет разрабатываться поэтапно.